# Lynda Cornet
Lynda Cornet (Leiden, 26 januari 1962) is een Nederlandse roeister. Ze vertegenwoordigde Nederland bij verschillende grote internationale roeiwedstrijden. Zo nam ze eenmaal deel aan de Olympische Spelen en won bij die gelegenheid één medaille.
In 1984 maakte Cornet haar olympische debuut op de Olympische Spelen van Los Angeles op de onderdelen twee-zonder-stuurvrouw en acht met stuurvrouw. Bij de twee-zonder behaalde ze met haar partner Harriet van Ettekoven de finale, maar moest ze genoegen nemen met een vierde plaats. Bij de acht met stuurvrouw behaalde ze met haar teamgenotes een bronzen medaille. Hun tijd van 3.02,92 werd alleen onderboden door de ploegen uit de Verenigde Staten (goud; 2.59,80) en Roemenië (zilver; 3.00,87).
In haar actieve tijd was zij aangesloten bij Nereus in Amsterdam.

## Palmares

### roeien (twee-zonder-stuuvrouw)
- 1983: 8e WK - 3.33,59
- 1984: 4e OS - 3.44,01

### roeien (vier-met-stuurvrouw)
- 1980: 5e WK junioren - 3.33,35

### roeien (acht-met-stuurvrouw)
- 1984:  OS - 3.02,92

Lynda Cornet · 
Harriet van Ettekoven
Lynda Cornet · 
Marieke van Drogenbroek · 
Harriet van Ettekoven · 
Greet Hellemans · 
Nicolette Hellemans · 
Catalien Neelissen · 
Anne-Marie Quist · 
Wiljon Vaandrager · 
Marty Laurijsen (stuurvrouw)